# Mont Chauve
Der Mont Chauve (französisch für Kahler Berg) ist ein 33 m hoher und felsiger Hügel an der Küste des ostantarktischen Adélielands. Er ragt am nordwestlichen Ausläufer des Kap Margerie auf.
Den deskriptiven Namen erhielt der Hügel im Jahr 1950 durch Teilnehmer einer französischen Antarktisexpedition.